# 阿列索
阿列索（英語：Alexo），位於加拿大亞伯達省的一座鬼城。海拔1200公尺，1955年以前是座以煤礦業為主的小鎮，現無人定居。
阿列索位於諾德格鎮與洛磯山屋鎮之間，亞伯達第11號高速公路旁。
鎮名是以1920年至1955年間在此地挖掘煤礦的阿列索煤礦公司命名。阿列索地底仍有煤礦，但開挖成本過高。現在城鎮大部分被紅鹿市青年與志工中心所租賃。